# Константинова, Элка
Элка Георгиева Константинова (25 мая 1932, София, Царство Болгария — 12 января 2023) — болгарский литературовед и политик. Дочь историка литературы Георгия Константинова.

## Биография
Окончила факультет болгарской филологии Софийского университета (1956), в 1968 г. там же защитила диссертацию о жизни и творчестве Георгия Райчева. Работала в издательстве «Народна култура» и в Институте литературы Болгарской академии наук, преподавала в Шуменском педагогическом институте (1974—1979), в 1979—1982 гг. преподаватель болгарской филологии в Ягеллонском университете в Кракове. В 1987—1990 гг. преподавала детскую литературу в Институте театрального искусства имени Сарафова, в 1990 г. присвоено звание профессора.
В 1972 г. завершила недоконченную её отцом книгу о Георгии Караславове, в 1974 г. выпустила книгу о Камене Калчеве, в 1988 г. — о Николае Лилиеве. Автор ряда обзорных и проблемных книг о болгарской литературе социалистического периода: «Наблюдения над развитием литературы» (болг. Наблюдения над литературното развитие; 1977), «Развитие рассказа и повести, 1944—1956» (болг. Развитие на разказа и повестта 1944 – 1956; 1979), «Своеобразное и общечеловеческое» (болг. Самобитно и общочовешко; 1980), «Болгарский рассказ вчера и сегодня» (болг. Българският разказ от вчера и днес; 1987) и т. д. Предметом особого исследовательского интереса Константиновой стала научно-фантастическая литература, которой она посвятила три книги: «Фантастика и беллетристика» (болг. Фантастика и белетристика; 1973), «Фантастика и современность» (болг. Фантастика и съвременност; 1985), «Воображаемое и реальное. Фантастика в болгарской художественной прозе» (болг. Въображаемото и реалното. Фантастика в българската художествена проза; 1987). В 1987 г. совместно с переводчиком Войцехом Галонзкой составила изданную в Польше антологию болгарской поэзии IX—XX веков «Незримые крылья» (пол. Niewidzialne skrzydła).
В 1989 г. в ходе трансформации социалистического режима в Болгарии выступила одним из инициаторов возрождения распущенной 40 годами ранее Радикально-демократической партии и стала её первым лидером (до 1993 г.). Вместе с партией примкнула к Союзу демократических сил. На первых после социалистического правления многопартийных парламентских выборах 1990 года избрана депутатом по списку Союза демократических сил, переизбрана на выборах 1991 года, после которых СДС получил возможность сформировать правительство. В правительстве Филипа Димитрова (1991—1992) заняла пост министра культуры. После падения правительства в декабре 1992 г. занимала до 1997 г. должность атташе по культуре в Посольстве Болгарии в Польше.

## Признание и награды
- В 1998 году она была удостоена премии в области художественной литературы «Гравитон».
- Командор ордена Заслуг перед Республикой Польша (7 ноября 2000 года, Польша)[3].
- Орден «Святые Кирилл и Мефодий» на цепи (30 мая 2012 года)[4][5].